# Sikulat
Sikulat is een bestuurslaag in het regentschap Aceh Selatan van de provincie Atjeh, Indonesië. Sikulat telt 309 inwoners (volkstelling 2010).